# Ньютон, Фрэнсис
Фрэнсис Клемент Ньютон (англ. Francis Clement Newton; 3 января 1874, Вашингтон — 3 августа 1946, Гринуич) — американский гольфист, серебряный и бронзовый призёр летних Олимпийских игр 1904.
На Играх 1904 в Сент-Луисе Ньютон участвовал в двух турнирах. В командном он занял 6-е место, и в итоге его команда стала второй и получила серебряные награды. В одиночном разряде он занял третье место в квалификации, и пройдя в плей-офф, дошёл до полуфинала и в итоге занял третью позицию, получив ещё бронзовую медаль.